# Articulation scapulo-thoracique
L'articulation scapulo-thoracique (ou articulation omo-thoracique ou articulation de Gilis) est l'articulation qui unit la scapula à la cage thoracique.

## Structure
L'articulation scapulo-thoracique est une syssarcose ou synsarcose qui est l'union de plusieurs os uniquement par du tissu mou et des muscles sans surface articulaire.
Elle est constituée d'une surface de glissement entre la cage thoracique et la scapula constituée d'un espace scapulo-serratique entre le muscle dentelé antérieur et la scapula et d'un espace serrato-thoracique entre le muscle dentelé antérieur et la cage thoracique.